# Felsőlászló
Felsőlászló (németül: Oberloisdorf, horvátul: Nadrloštrof) község Ausztriában, Burgenland tartományban, a Felsőpulyai járásban.

## Fekvése
A Répcevölgyében fekvő település  Kőszegtől 12 km-re, Répcekethelytől 4 km-re fekszik északra, Felsőpulyától 8 km-re délnyugatra. Egykor vasútvonal kötötte össze Kőszeggel és Sárvárral, ma végállomása a Sopron–Felsőlászló-vasútvonalnak. 1968-tól csak teherforgalom van a község állomásán.

## Története
A települést 1224-ben "Laztai" alakban a borsmonostori cisztercita kolostor falujaként említik először oklevélben. Az első falu valószínűleg a tatárjárás során pusztult el. A következőkben 1288-ban szerepel Németújvári Miklós oklevelében 27 hűbéressel. Felsőlászló Szent Rókus tiszteletére szentelt temploma 1500-ban már állt. 1558-ban a falu már a lékai  váruradalom része. A 16. és 17. században a háborúk és járványok következtében lakosságának száma jelentősen csökkent. Az 1608-as urbárium szerint a település nagyobb része pusztaság volt. Az 1622-es urbáriumból már kitűnik, hogy az elpusztult házak nagyrészt újjáépültek. 1676-ban Felsőlászló Esterházy Pál herceg birtoka lett. 1750-ben megindult az iskolai oktatás. Az első iskolaépület valószínűleg a katolikus templommal együtt 1771-ben épült fel. Ekkor alapították a község plébániáját is.
Vályi András szerint " LÁSZLÓ. Alsó, és Felső. László. Két német falu Sopron Várm. földes Ura mind a’ kettőnek H. Eszterházi Uraság, lakosai katolikusok, és evangelikusok, fekszenek Sopronhoz 3 4/8 mértföldnyire, Kőszöghöz 7/8, és 5/8 mértföldnyire, határbéli földgyeik közép termékenységűek, borok kevés, réttyeik, legelőjök meg lehetős, Felső Lászlóban sok fazékas van."
Fényes Elek szerint " Felső-László, németül Oberluisdorf, német falu, Sopron vmegyében, Kőszeghez északra 3/4 mfld. hegyes, völgyes, dombos helyen, 560 kath., 150 evang lak., paroch. templommal. Határa 2019 hold, mellyből szántóföld 600 h., rét 420 h., szőlő 399 h., erdő 600 hold. Majorsági föld nincsen. Birja h. Eszterházy."
1891-ben megalakították a falu önkéntes tűzoltóegyletét, 1911-ben pedig postahivatal létesült a településen. Lakossága 1910-ben 948 fő volt, ebből 26 magyar, 1 horvát, a többi német. Vasútállomása az 1908. november 5-én átadott Sopron–Kőszeg-vasútvonalon épült fel, majd 1913. november 9-én megnyitották a Sárvár–Répcevis–Felsőlászló-vasútvonalat is.
A trianoni békeszerződésig Sopron vármegye Felsőpulyai járásához tartozott, ma ugyanezen járás része Burgenlandban. 1921-ben Ausztria Burgenland tartományának része lett. 1938-ban evangélikus iskola létesült, mely a mai evangélikus templom helyén állt. Az evangélikus templomot 1958-ban építették, 1966-ra padig elkészült a lelkészlak is. 1967-ben felépült az új népiskola épülete, míg a régi iskolaépületet felújítva ezután plébániaként vették használatba. 1970-ben Felsőlászlót Répcekéthely nagyközséghez csatolták. 1996. január 1. óta újra önálló község.
2001-ben 798 fős lakosából 783 német, 5 magyar, 5 horvát, 5 fő egyéb nemzetiségű volt.
Előkészítés alatt áll az S31-es autóút Felsőpulya-Rőtfalva szakasz - Pullendorfer Straße - építése, amely várhatóan 2014-re készül el. Az új út keletről és délről elkerülve a községet tehermentesíti azt a jelentős átmenő forgalomtól.

## Nevezetességei

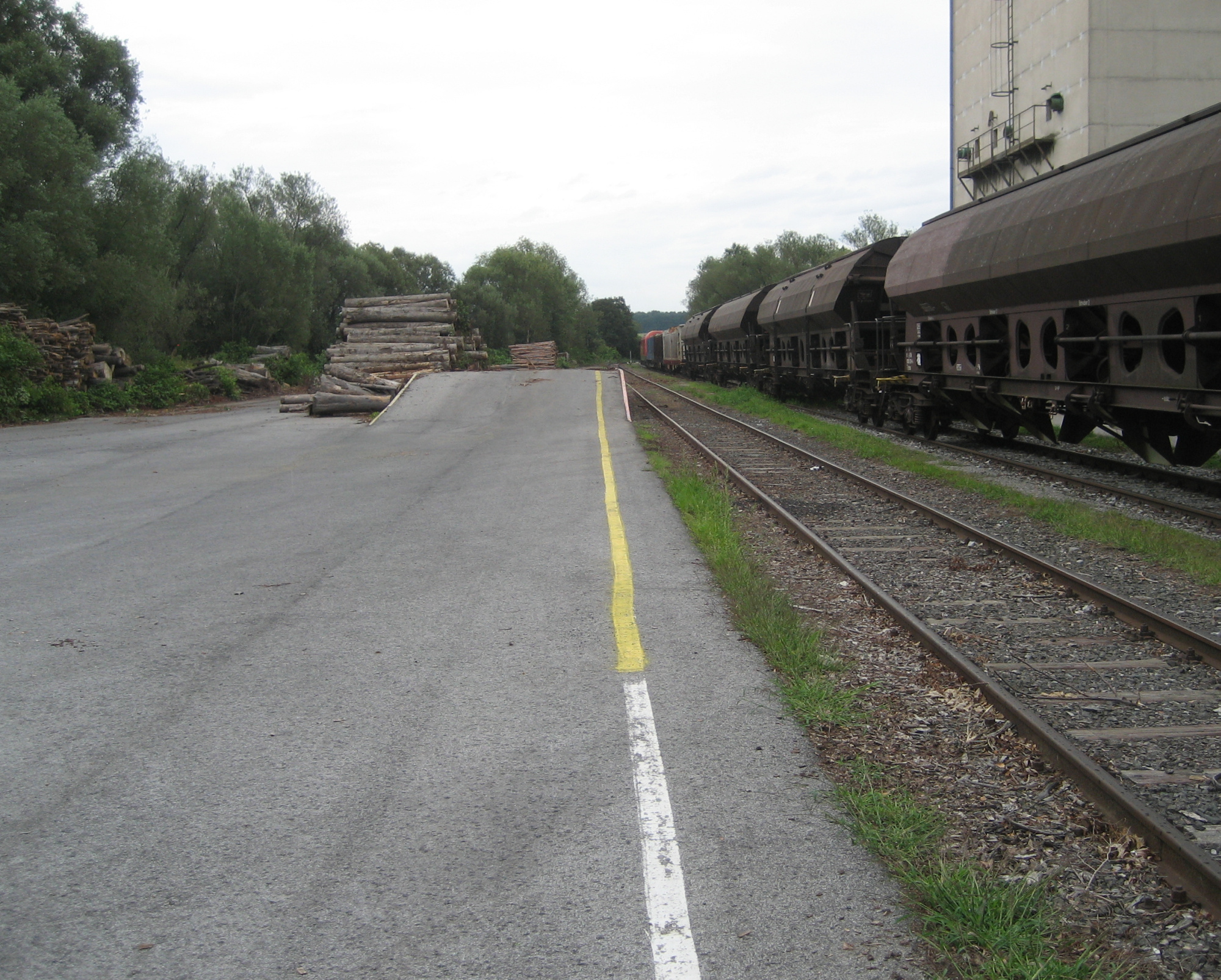
A Sopron–Felsőlászló-vasútvonal vége

- Szent Rókus tiszteletére szentelt római katolikus temploma 1500-ban már állt. 1771-ben barokk stílusban építették át.
- Evangélikus temploma 1958-ban épült.